# プロタンディム
Nrf2プロタンディムは、米国ユタ州に本拠地を置く会社であるライフバンテージ社が販売するダイエタリー・サプリメント（健康補助食品）である。プロタンディムの製造者は、プロタンディムが細胞内部のカタラーゼ54%、グルタチオン300%、スーパーオキシドディスムターゼ（SOD）34%などの抗酸化酵素を増加させ、間接的に身体の抗酸化を促進すると主張している。
なお、製品にはNARF1プロタンディムが2017年1月より追加された。
さらにプロタンディムNADが2022年9月に追加された。
これにより、プロタンディムシリーズは全3種類となった。
そして、nrf2.nrf1 .NAD全てを併せて単品で使用するよりもnrf1 は69%nrf2は21563%NADは1792%、効果がアップするという結果が出ている。
また、新たに発売されたGLP-1サプリメントとnrf2サプリメントを組み合わせることによってこれらの製品は互いの個々の利点を補完し強化します。
。また、ライフバンテージ社は2012年9月NASDAQに上場した上場企業である。
『いまのところ、哺乳類本来の老化や加齢等で衰えた活性酸素を
　除去する酵素を蘇らせることのできる世界で
　唯一のサプリメントである。』

## 製品の歴史
2003年、コロラド州に本拠を置くLifeline Therapeutics社とマサチューセッツ州のCereMedix社が実験段階にあったCMX-1152という化合物を、「プロタンディム」というブランド名で販売する権利を合同で保持することに合意する。. 　CereMedix社はLifeline Therapeuticsの株式を10%保持しており、CereMedix社の取締役会とLifeline Therapeutics社の取締役会は同一のメンバーにより構成されていた。CMX-1152 は細胞内部のカタラーゼ、グルタチオン、スーパーオキシドディスムターゼなどの抗酸化酵素を増加させ、人間の寿命を120歳まで延ばせる可能性があると主張された 。
CMX-1152は臨床試験を終えた後に一般用医薬品のアンチエイジング錠として2004年6月に販売予定であった。しかし、CMX-152を一般用医薬品として販売する計画は断念され、2004年4月、LifeLine Therapeutics社は非ペプチドベースの別製品「プロタンディムCF」を栄養補助食品として販売をすことを発表した。新製品の主成分となったウコンやチャノキを含む5つのハーブの配合は、Lifeline社員(Paul MyhillとWilliam Driscol(前石油会社幹部))らの「数ヶ月の広範囲な研究開発」によって発明された。人は2005年2月に公式に発売されたこの製品の特許を持つが、同年の終わりに会社を辞職する事となった   
。
このハーブを主成分とするNrf2プロタンディムは、CMX-1152と同じように細胞内部のカタラーゼ、グルタチオン、スーパーオキシドディスムターゼなどの抗酸化酵素を増加させ、身体の抗酸化を促進するとされ、アンチエージングサプリメントとしてLifeline社から販売された。同社によるとプロタンディムは当初GNC社などの小売り販売ルートを通して販売されていたが 、数年連続して数百万ドルの赤字を記録した。2009年、社名をライフバンテージに変更していた同社は、プロタンディムの小売り販売を取り止め、MLMで販売することを発表した。同社によると、MLMへの移行は2008年1月に同社CEOに就任したDavid W. Brown（元Metabolife 社 CEO）の主導によるものだったと言う。
2005年からコロラド州のThe Chemins Companyと製造協定の下でプロタンディムを製造していたが、2008年7月、ライフバンデージは、Cornerstone Research & Developmentと新たな製造協定を結んだ。また、 同年Wasatch Product Developmentとプロタンディム配合のスキンクリーム(TrueScience)の製造協定を結んだ。

## 成分
米国Nrf2プロタンディムの主成分は、5種類のハーブである（括弧内は一錠あたりの含有量）
- マリアアザミ（Silybum marianum）エキス（225mg）
- オトメアゼナ（Bacopa monnieri）エキス（150mg）
- アシュワガンダ（Withania somnifera）の根（150mg）
- チャノキ(Camellia sinensis）エキス（75mg）
- ウコン（Curcuma longa）エキス（75mg）

その他成分：カルシウム、クロスカルメロースナトリウム、ステアリン酸マグネシウム、結晶セルロース、変性セルロース、シリカ、ステアリン酸。
日本のプロタンディムは、米国のアシュワガンダをブラックペッパーに変更している。
尚、効果は日本製品とアメリカ製品とで変わりはない。

## 副作用
アメリカのライフバンテージ社のHPではTemplate:Third-party-inlineごく稀に医療機関にかかる必要がない程度のアレルギー反応がでることがあり、飲用を停止すれば治るという内容をFAQで掲載している。

## 概要
2018年の時点で発表されているNrf2プロタンディムに関する調査研究は24件存在する 。また、調合構成や抗酸化ストレス、抗炎症作用について6つの特許を取っている。

## 臨床実験
Nrf2プロタンディムの臨床実験は現在24件報告されている。24件のうち1件めの実験では、プロタンディムが抗酸化酵素SODと赤血球内のカタラーゼを増加させ、同時に血漿のTBARSレベルを減少させたと報告されている 。
2件目の研究は、2012年にMcCord博士と同僚によって発表された。無作為化され、二重盲検法、偽薬による対照実験を用いたこの実験は、アルコール中毒患者30名の肺の酸化ストレスおよび肺胞上皮透過性に対するプロタンディムの影響を調査した。　プロタンディム（ (14人が服用1350mg/日; メーカー推奨の1日量の2倍)、プラシーボ偽薬(残り16人服用)が、7日間投与された。偽薬を投与されたグループに比べてプロタンディムが投与されたグループの気管支肺胞洗浄液内の肺胞上皮透過性、酸化ストレス、上皮成長因子、線維芽細胞増殖因子、インターロイキン-1βおよびインターロイキン10レベルに有意差はみられなかった。

## 広告とスポンサー
LifeVantageは、コロラド州の広告会社に依頼し、テレビ番組Today　内の2つのコーナーを含む、様々なラジオおよびテレビ番組上でプロタンディムを紹介した。[39]Todayのコーナーの1つにはプロタンディムのコンサルタント/スポークスマンとして雇われていた、栄養学者Elizabeth Somerが出演した。
2007年6月20日、LifeVantageは、会社の製品のスポークスマンとして、テレビタレントMontel Williamsと3年契約を結んだと発表。2011年9月15日、LifeVantageは芸能人のDonny Osmondと製品のコミッションを支払う事を条件に、2年契約で宣伝用のビデオ出演などを依頼した。 